# A bosszú kardja
A bosszú kardja (eredeti cím: Sword of Vengeance) 2015-ben bemutatott brit film, amelyet Jim Weedon rendezett.
A forgatókönyvet Matthew Read és Julian Unthank írta. A producerei Milos Ivosevic, Ivana Panic, Rupert Preston és Huberta Von Liel. A főszerepekben Stanley Weber, Annabelle Wallis, Ed Skrein, Edward Akrout és Misa Beric láthatók. A film zeneszerzője Stephen Hilton. A film gyártója a Vertigo Films, forgalmazója a Vertigo Releasing. Műfaja történelmi film és akciófilm.
Az Egyesült Királyságban 2015. március 5-én mutatták be a mozikban.

## Szereplők
| Szereplő                                                                                           | Színész            | Magyar hang            |
| -------------------------------------------------------------------------------------------------- | ------------------ | ---------------------- |
| Shadow Walker                                                                                      | Stanley Weber      | Varga Gábor            |
| Romain                                                                                             | Edward Akrout      | Kisfalusi Lehel        |
| Marin                                                                                              | Misa Beric         | Seder Gábor            |
| Artus                                                                                              | Gianni Giardinelli | Horváth-Töreki Gergely |
| Wann                                                                                               | Vid Krkeljic       | Előd Álmos             |
| Osgar                                                                                              | Dave Legeno        | Holl Nándor            |
| Kenway                                                                                             | Nenad Pecinar      | Papucsek Vilmos        |
| Pestilance                                                                                         | Vahidin Prelic     | Potocsny Andor         |
| Durant                                                                                             | Karel Roden        | Epres Attila           |
| Treden                                                                                             | Ed Skrein          | Varga Rókus            |
| Anna                                                                                               | Annabelle Wallis   | Mezei Kitty            |
| Baldwin                                                                                            | TBA                | Pál Tamás              |
| Gaines                                                                                             | TBA                | Vári Attila            |
| További magyar hangok                                                                              |                    |                        |
| Bor László, Hábermann Lívia, Joó Gábor, Kapácsy Miklós, Kis-Kovács Luca, Maday Gábor, Oroszi Tamás |                    |                        |